# David Zinman
David Zinman (Nova Iorque, 9 de julho de 1936) é um violinista e maestro norte-americano.

## Ligações  externas
- Site Oficial
- All Music